# Типография Ф. С. Сущинского
Типография Ф. С. Сущинского — типография демократической направленности, издавшая за 1864—1874 годы значительный для тех лет объём просветительской литературы.
В течение 10 лет работы типографии (1864—1874) было напечатано более 120 названий книг, среди них книги по естественным наукам, по вопросам просвещения, беллетристика, справочные издания, календари, библиографические указатели. В качестве редакторов и переводчиков книг, печатавшихся в этой типографии, выступали Д. И. Писарев,  М. А. Антонович, П. Д. Баллод, М. К. Цебрикова, Н. Э. Сорокин и др. В 1869 году здесь был напечатан роман А. К. Толстого «Князь Серебряный», в 1870 — «Царь Борис».
С 1877 года Ф. Сущинский известен как издатель ежедневной политико-литературной газеты «Наш Век», выходившей взамен приостановленной коммерческой и политической газеты «Биржа».
С 1879 года была возобновлена интенсивная работа типографии: здесь были отпечатаны сочинения В. О. Михневича; В. И. Водовозова (в том числе — Биографический очерк В. Семевского) (1888); драма М. И. Богдановича Князь Курбский (1882); стихотворения А. Н. Апухтина (1886).
Типография располагалась по адресу: СПб., Екатерининский канал, д. 168.